# Va'ai Kolone
Va'ai Kolone (né le 11 novembre 1911 et mort le 20 avril 2001) a été Premier ministre des Samoa-Occidentales à deux reprises, du 13 avril au 18 septembre 1982 et du 30 décembre 1985 au 8 avril 1988. 
Né à Savai'i, il entre au Parlement, en 1967, pour la circonscription de Vaisigano.

## Biographie
Il était originaire du village de Vaisala sur l' île Savai'i, dans le district politique de Vaisigano .
Kolone a été élu pour la première fois à l' Assemblée législative des Samoa-Occidentales en 1967. En 1979, il a fondé , avec Tofilau Eti Alesana , le Parti de la protection des droits de l'homme pour s'opposer au gouvernement de Tupuola Efi . Le HRPP a remporté 24 sièges aux élections de 1982 et Kolone a été nommé Premier ministre. Cependant, une pétition électorale l'a privé de son siège peu de temps après en raison d'accusations de corruption et l'a contraint à démissionner. Tupuola Efi a été nommé Premier ministre et a exercé ses fonctions jusqu'à ce que Kolone retrouve son siège lors de l'élection partielle suivante. En attendant Tofilau Eti Alesana avait été élu chef du HRPP et avait occupé le poste de Premier ministre pendant le reste de la législature.
Kolone a démissionné du HRPP après avoir échoué à retrouver la direction du parti après les élections de 1985. Cependant, à la fin de 1985, 11 députés du HRPP ont renoncé à former un gouvernement de coalition avec le parti démocrate chrétien de l' opposition, à l'époque . Kolone a été élu Premier ministre le 30 décembre, avec Efi comme député. La coalition a ensuite été officialisée en tant que parti samoan pour le développement national . Il a ensuite dirigé le SNDP aux élections de 1991, remportant 14 sièges.